# 達人伝-9万里を風に乗り-
『達人伝-9万里を風に乗り-』（たつじんでん きゅうまんりをかぜにのり）は、王欣太による日本の漫画。『漫画アクション』（双葉社）にて、2013年2号から2023年2号まで連載後、エピローグ編を2023年9号から2023年11号まで連載。
紀元前の中国春秋戦国時代を舞台に、荘子の孫・荘丹が天下の達人を集結し、秦の野望と戦う活躍を描く。

## ストーリー
小国に住む青年、荘丹は親友の勧めで琰王に仕える兵士となるが、ある日、都に侵攻してきた隣国の斉の軍勢に王と親友を殺されてしまう。民の皆殺しを回避すべく、斉の大将軍に「9年のうちに秦に対抗できる達人たちを集める」と咄嗟の大法螺を吹き、受け入れられ、大陸へ彼らを探す旅に出る。まもなく出会った無名と丁烹と共に「丹の三侠」と呼ばれ活躍することとなる。

## 登場人物
声は英傑大戦のもの。

### 丹の三侠
荘丹（そう たん）
声 - 小野将夢
本作の主人公。荘子の孫で、祖父譲りの独特の呼吸法「大呼吸」と大法螺が特技。琰王に仕える兵士だったが、国と親友を奪った秦の暴虐に立ち向かうべく、限られた時間で達人を結集させるため各地へ赴く。親しくない人からしばしば「びらびらしたやつ」呼ばわりされる。若いころから戦場では「秘剣”絶界”!」と叫んで自身の武を嵩増しするはったりをよく用いていたが、秦軍追撃戦の途中で突如覚醒しその呼称にふさわしい武技を会得する。
無名（ウーミン）
広い世界に憧れ、豊富な知識を持ち独特の言葉遣いで話す人物。登場当初は素性不明であったが、やがて周王族の庶流のひとり・周翔（しゅう しょう）であることが判明する。自分に外の世界を教えてくれたチータイ先生を処刑した叔父・旻公を襲撃し、洛陽から逃げ出した過去がある。現実を見ず過去の栄光に閉じこもる周王室には愛想を尽かしている。自分たちのことを「丹の三侠」と名付ける。
庖丁（ほうてい）
「人に神髄を味わわせること」と「人の心髄と交わること」すなわち「食」と「侠」を自らの天命の両輪とする料理人。義理人情に厚い。本名は丁烹（てい ほう）だが、伝説の料理人である叔父、庖丁の境地を目指しその名を名乗るようになる。叔父の形見の牛刀を「達人の域を示してくれる導（しるべ）」として大切にしており、「数千頭の牛を捌いても刃こぼれひとつしなかった」というその包丁を戦場でも剣の代わりに使用する。

### 荘丹の故国
琰王（えんおう）
荘丹・玄信の国の王。黥骨に斬首された。
玄信（げん しん）
荘丹の親友。琰王に仕える兵士。琰王を救うべく黥骨に立ち向かうも返り討ちにあい死亡した。
玄峻（げん しゅん）
玄信の長子。立派な武人に成長し、長平で荘丹と再会する。戦場から離脱し趙に向かう途中、秦王の御者を務めていた黥骨と遭遇し父の仇討ちを挑み、梅雲・李璋の助太刀もあって黥骨に深手を負わせるがその直後、昭王の衛兵に惨殺される。
玄修（げん しゅう）
玄信の次子。盗跖（九代目）を参照。

### 秦国
昭王（しょうおう）
作中で「虎狼の国」と呼ばれる秦国の王。白起の提言する覇業を受け容れた後は、戦を旧来の馴れ合いじみた物から征服のための苛烈な戦に変え、有能な人材を集め強国化を推し進め天下を狙う。
安国君（あんこくくん）→　孝文王
昭王の太子。昭王の死に伴い、秦王に即位することとなるも、父親と同じような威を保てるか不安を抱いており、孝文王として即位後3日で急逝した。
異人（いじん）→　子楚（しそ）
昭王の孫。趙への人質として暮らしていたが、呂不韋に「奇貨」として見出され、秦の公子となる。呂不韋のところにいた朱姫を見染め、妻に貰い受ける。安国君の太子となってからは名を子楚と改める。急逝した父孝文王の跡を継ぎ秦王となるが、その重圧に苦しみ、体調を崩し早世した。
嬴政（えい せい）
朱姫が異人の子として産んだ男児。幼少期より周囲を圧する威を備え持ち、両親や呂不韋らを戸惑わせる。昭王の墓を暴き罪人として縛についていた黥骨を教育係として配下にする。早世した子楚の後を受け秦王となるや、呂不韋の構想を全く意に介せず、トップダウンの人事や命令を連発する。
華陽夫人（かようふじん）
秦の太子・安国君の寵愛する夫人だが、跡継ぎとなる子が居ない。呂不韋の持ちかけた話にその才覚を認め、異人を自分の養子とする。楚人。
朱姫（しゅき）
荘丹の故国の高貴な家柄に育つが、黥骨により家と家族を奪われ、ショックで記憶まで失う。旅芸人の一座に拾われて音曲舞踊の才を発揮し、呂不韋に「奇貨」と見出され身請けされる。幼いころは雛朱（すうしゅ）、後に朱姫と呼ばれるようになる。呂不韋の子を身籠るが、それを隠して異人に嫁がされ、男児・政を出産する。成長した政が教育係として見出した黥骨と再会して記憶が蘇るが、そのために精神に変調をきたす。
華陽夫人の姉
異人を秦の次の太子にせんとする呂不韋が入秦直後に最初に面会した女性。呂不韋が華陽夫人と会うきっかけを作った。
魏冄（ぎ ぜん)
范雎の前の秦の宰相。昭王の元、長年権力の座に就き白起を重用し続けてきた。
范雎（はん しょ）
秦の宰相。魏で仕官していたが、機密情報を漏らしたといわれのない疑いをかけられ、半死半生となるほどの迫害を受ける。その後、秦に亡命。次第に重用されるようになり、宰相となった。一飯の恩にも睚眦（がいさい）の恨みにも必ず報いる人物。
蔡沢（さい たく）
范雎に推挙され、秦の宰相となった男。
呂不韋（りょ ふい）
秦の宰相。元は諸国を股にかける気鋭の商人だった。若き日に市中で三侠と出会って以来、行く先々で彼らと関わることになる。雛朱、異人を「奇貨居くべし」として庇護し、秦に入ると無一文から数千人の食客を抱えるまでにのし上がり昭王亡き後、商人出身としては異例の宰相となる。朱姫（雛朱）は元々、呂不韋の寵愛を受けており、異人に差し出したときには既に身籠っていたため、その子・政の実父である。安国君と子楚を支え秦の政治に関与し、嬴政の即位後は相国となる。その手腕は蒙驁には評価されているものの、嬴政の想像を絶する命令には圧倒されている。
李斯（り し）
楚で荀子の門下生として学んでいた。荀卿からは野心家と評される。春申君の弔問団に韓非と共に同行する。その後、出世の見込みのない楚を見限り、呂不韋の食客となり、その後、嬴政に重用される。魏王と信陵君、趙王と廉頗の関係を悪化させる策を放つ。
甘羅（かん ら）
かつて秦の宰相をつとめた甘茂の孫。齢12でありながら呂不韋の上客として遇される。
嫪毐（ろう あい）
呂不韋の食客となった人物。巨根の持ち主で正気を失った趙姫のもとへ送り込まれる。
黥骨（げいこつ）
秦の刺客として荘丹の国に現れ、琰王と王族、玄信らを手にかけた。曲芸のような超絶武技を操る褐色肌の巨漢で、片言で話す。信陵君暗殺に失敗した際に寵愛する従者を失ったことで精神の平衡を失い、その恨みの矛先を荘丹の郷里に向ける。長平で昭王の御者を務めていた際に玄峻の復讐の刃を受けるが生存しており、隻手隻眼の姿で昭王から白起への使者として再登場する。昭王の死後は再び精神の平衡を失い、王の陵墓を暴くという暴挙に出る。蒙驁に取り押さえられ拘束されていたが、政の目に留まり配下とされる。黄河周辺から撤退する秦軍を追撃する連合軍の背後を脅かすが、丹の三侠らと交戦し最後は９代目盗跖（玄修）の報仇の刃に討ち取られる。
白起（はく き）
声 - 中村悠一
桁違いの武技と、苛烈かつ神速の用兵で戦場を支配する秦の猛将。将軍となる前の経験から敵の降伏を許さず連戦連勝を続け、その名を大陸中に鳴り響かせ、楚の攻略では王の墓陵を焼く、長平では王命に逆らい降伏した趙軍40万を阬殺、自らの信じる覇業のためには手段を選ばず悪名も意に介さない。長平の戦いの際の王命を無視した暴走を恐れた昭王と范雎により召喚、蟄居を命じられのちに昭王より自裁を命じられる。
王齕（おう こつ）
秦の老将軍。老いても血気盛んで、単騎で敵城の守備軍を蹂躙するなど無敵の武を振るうが昼間は動きが鈍くなる、両脇の守りが甘いという弱点がある。虫の幼虫などをよく食べる。その外見からは野蛮な印象さえ与えるが、実は白起の心情をよく理解する人物でもある。廉頗との一騎打ちで燃え尽き、その名と軍を甥の王齮に譲り息絶えた。
王齮（おう き）
王齕の甥。若年ながら武においても将器においても優れており、王齕の死に際にその軍と名を譲ってもらう。制圧地の晋陽で叛乱に遭い、2年後に死亡した。
張唐（ちょう とう）
衛尉、長平の戦いの時董摎とともに各3万を率いて向かう。後の嬴政の即位の儀において、呂不韋に蒙驁に代わりとして軍総帥に推されるが嬴政に却下される。
王陵（おう りょう）
長平攻略軍、のちに白起の後任として邯鄲攻略軍を率いる将軍。攻城戦が得意。
鄭安平（てい あんぺい）
長平攻略軍、のちに白起の後任として邯鄲攻略軍に加わる将軍の一人。
曹賁（そう ほん）
長平攻略軍に加わる将軍の一人。五大夫。
董摎（とう きゅう）
白起の後任の一人として邯鄲攻略軍に加わる将軍の一人。他の将軍と比べて洞察力に優れる。劣勢となった邯鄲包囲戦の中断を決断する。白起亡き後は秦軍を代表する将となっていたが、三川郡から撤退中に丹の三侠と交戦し最後は蔡要の刃にかかって打ち取られる。
司馬梗（しば こう）
長平攻略軍、のちに白起の後任として邯鄲攻略軍に加わる将軍の一人。
司馬靳（しば きん）
長平攻略軍の指揮官の一人。范雎の命で白起の抑え役となるよう密命を受けていた。流刑中の白起の傍らにあり、その半生の聞き手となり、白起自裁の折には殉死した。
蒙驁（もう ごう）
秦の衛尉（宮中警備長官）→秦軍総帥。斉から流れてきて、伝もないまま出世し高官となっていたが、宰相となった呂不韋にさらに抜擢され秦の全軍を任される。丸腰で黥骨を一蹴し項燕を圧倒するほどの拳法の達人。
蒙武（もう ぶ）
蒙驁の息子。父と共に韓と西周君の合従軍制圧に従事。後、父の命で董摎の下で三川郡攻略軍を率いる。
麃公（ひょうこう）
函谷関の警護部隊隊長。好色な人物であり、面倒な部下達の操縦は副官の王翦に任せていたが、かなりの実力を秘めており、それを嬴政に見いだされ将軍に抜擢される。
王翦（おう せん）
函谷関警備部隊副官。麃公が将軍となってからも、引き続き配下として軍をまとめている。
桓齮（かん き）
麃公と王翦配下率いる函谷関守備隊の指揮官の一人。その戦い方は大物狙いの博打打ちと麃公に評される。麃公が将軍となってからも、引き続き配下となっている。
楊端和（よう たんわ）
麃公と王翦配下率いる函谷関守備隊の指揮官の一人。その戦い方は農夫の様に黙々と敵を狩ると麃公に評される。麃公が将軍となってからも、引き続き配下となっている。
黄壁（こう へき）
史上最後の合従軍において廉頗に対峙して窮地の王翦軍のもとに兵1万を率いて援軍に来る。
司馬錯（しば さく）
かつての秦の将軍。司馬靳の祖父で白起が若手の将軍だったころに面識があり、かつて白起の生き様を司馬靳と同じ言葉で評した。
羋戎（び じゅう）
華陽君。孟嘗君が連合軍を率いて函谷関に攻めてきた際の秦軍総帥。連合軍に鄭奐率いる一軍をぶつけるも、鄭奐の敗死を受け即座に和睦を申し出る。この際に敗北の苦渋と理不尽を知った白起はその後、旧来の戦の慣例を無視した覇業の志を抱くに至る。
鄭奐（てい かん）
かつての秦の将軍。少年兵だった白起を見出し、副官だった任鄙と彼に兵法や様々な戦を学習・経験させて育て上げた。函谷関にて孟嘗君率いる連合軍に半ば捨て駒の形でぶつけられ、任鄙と白起を残して突入するも命を失った。彼の死は白起の生き方に多大なる影響を与えることとなった。
任鄙（じん ぴ）
鄭奐の副官。少年兵だった白起を見出し、白起の才に惚れ込み上官だった鄭奐と共に彼を育て上げた。鄭奐亡き後は漢中の太守となり白起を一軍の将として魏冄に推挙した。
向寿（しょう じゅ）
秦のかつての将軍。秦が韓の新城を攻めた際の総大将。一軍の将としては初陣だった白起が諸国間の戦の慣例を破ったことを昭王の前で弁護したが、白起の説く覇業を容れた昭王と魏冄により将軍職を解かれてしまう。
范束（はん そく）
王齕の参謀。王齕の持ち味を十分に引き出す戦略家だったが、長平の戦いにて盗猿に殺害される。
黥骨の部下
常に黥骨に付き随う人物。性別名前共に不明。彼(彼女)が亡くなった際、黥骨は遺骸の顔の肉を喰らい半身が朽ちてもなお手元に置き、葬いと称して一城を滅ぼす程の異常な妄執を見せた。
名も無き弓兵
長平の戦いの終盤、趙括に関して白起とある賭けをする。黒子と出っ歯が特徴的。
獄卒
呂不韋の屋敷で捕らえられた丹の三侠を牢に入れ、荘丹に拷問を加えようとした7人の獄卒（2名は拷問担当）。名前は不詳。リーダー格の獄卒は始終、荘丹の言葉に翻弄された。

### 盗跖一味
盗跖（八代目）（とう せき）
声 - 杉田智和
「天下の大盗」と呼ばれる盗賊の首領「盗跖」の名を継ぐ八代目。大勢の部下を従える裏社会の顔役であり権勢がある。十二支を大呼しつつ自由奔放かつ圧倒的な武を振るう。秦の強勢とその暗い治世を嫌っており、荘丹に共鳴し孟嘗君を紹介する。長平の戦いに参加し、流氓軍の隊長として趙軍の一角で遊撃隊となるが、白起と渡り合い戦死。その名は玄修に引き継がれることになる。
玄修（げん しゅう）→　盗跖（九代目）
荘丹の親友・玄信の次子。父の遺志を継ぎ立派な武人に成長し長平で荘丹と再会する。白起との激闘の末に亡くなった盗跖の後を継ぐために、兄の玄峻らとは袂を分かち、後に盗跖の九代目を襲名して秦が各国より奪った宝物を狙う大盗となる。
秦軍追撃戦の最中に配下と共に現れ、荘丹たち連合軍に加勢する。丹の三侠と交戦中だった鯨骨を討ち果たすが、その直後に政の手にかかって最期を遂げる。
盗扇（とう せん）→　盗跖（十代目）=
盗跖の妹。自らを孟嘗君の妻と騙ったことで、荘丹・無名と包丁が知り合うきっかけとなり、さらに無名を気に入り連れ帰ったことで、盗跖と荘丹が出会うきっかけを作る。
秦との戦いへと出征しようとする九代目に「兄から受け継いだ生命」を所望し、その子を身籠る。九代目の死を受け、十代目となる。
謀幹（ぼう かん）
盗跖の参謀。かつては秦王に仕えていた有能な軍師だったが、諫言が受け入れられず左目を焼かれ放逐された。丹の三侠に天下の趨勢を熱く講義する。盗跖と共に長平の戦いに参加。一時は副将を失った廉頗の参謀役を務めるが、盗跖の死後は九代目として育てるべく、玄修と共に戦場から帰還する。玄修の首領として立派に成長した姿を見届けたのち満足の内に病死する。
魁（かい）
盗跖の古参の部下4名の一人。秦において九代目盗跖と共に捕まり牢に入れられる。

### 斉国
孟嘗君（もうしょうくん）
戦国四君の一人。斉の公子で宰相も務めた。「秦を牽制できるこの世にたったひとりの人」と言われた大人物丹の三俠が訪れたときには既に危篤状態だったが、丁烹の作った粥を味わいつつ荘子との二度の旧縁や人生を回想し、大勢の食客たちに見守られながら胡蝶の夢を見たのち大往生を遂げる。食客たちに荘丹に協力するよう遺言し、信陵君への紹介状を託ける。かつて垂沙の役や対秦合従軍を率いた戦で白起の軍略や思想にも大きな影響を与えていた。
朱涯（しゅ がい）
斉の国の大将軍。秦の黥骨と共に荘丹の故国を攻略するが、荘丹の奇想にその祖父荘子に通じるものを感じ、「9年の約定」を結ぶ。大将軍を退き、私兵を率いて荘丹の故国の城と玄信の遺族の庇護者となっていたが、黥骨の急襲を受け、玄峻たちを逃がすため戦い落命。荘丹との約束を果たせなかったことを惜しみつつ、「憾」の血文字を地面に遺した。その遺志は「朱涯六傑」と玄峻・玄修兄弟に引き継がれる。
湣王（びんおう）
斉のかつての王(故人)。孟嘗君の回想に登場。

#### 孟嘗君の食客たち
馮驩（ふう かん)
狡兎三窟の逸話において孟嘗君の窮地を救った。
賀震（が しん）
主君の遺命を守り長平の戦いに100名の食客と馳せ参ずる。
孟鶏（もう けい）
鶏鳴狗盗において鶏の鳴真似をした。長平の戦いにも参戦。
孟狗（もう く）
鶏鳴狗盗において昭王の蔵に忍び込んで狐白裘を盗んだ食客。長平の戦いにも参戦

#### 朱涯六傑
任英（じん えい）
朱涯と共に黥骨と戦い死亡。
石豊（せき ほう）
六人のリーダー格。陳良、楊桂と共に長平で白起と戦い戦死。
陳良（ちん りょう）
石豊と共に長平で白起と戦い戦死。
楊桂（よう けい）
石豊と共に長平で白起と戦い戦死。
梅雲（ばい うん）
長平から離脱する玄峻に同行するが、共に黥骨と戦い死亡。
李璋（り しょう）
長平から離脱する玄峻に同行するが、共に黥骨と戦い死亡。

### 楚国
春申君（しゅんしんくん）
戦国四君の一人。楚の政治家。巧みな弁舌を操るが、豪胆さや鋭い洞察力も併せ持っており、白起から講和の条件を引き出すと、人質となる楚の太子の供として秦に赴く。後に帰還し宰相となる。
頃襄王
秦の侵攻を許し、王陵を焼かれる。太子完(後の考烈王)と春申君を秦に人質に出し和睦。遷都した数年後に死去。
考烈王
春申君の後押しで頃襄王の次の楚の王となる。春申君を令尹に任じた。
子蘭（しらん）
頃襄王の弟で楚の令尹(宰相)。
項燕（こう えん）
楚の武官で若手ながらも趙国への救援軍5000の兵を率いる、一騎当千の偉丈夫で熱血の武人。対決相手の王齕からも「なかなか上等の武を備えて生まれて」きていると評される程の天性の武の才を持つが、その武技は荒削りで、剣戟の際しょっちゅう剣を折っていた。荘丹から大呼吸を教わり、急速に磨きがかかる。
唐偉（とう い）
かつての楚の将軍。まだ少年兵で数十人の兵を率いる白起に生け捕られ、鄭奐の前に引き出され褒賞の分配を確約された直後に白起の手で首を討たれる。
荀子（じゅんし）
荀卿とも尊称される高名な学者。楚において学問所を開き李斯、韓非、龐煖らに学問を教える。秦の政治については高い評価をしており、昭襄王が亡くなった際の春申君の弔問団の同行者に李斯と韓非を推挙した。
韓非（かん ぴ）
荀子の門下生。荀卿に促され、春申君の弔問団に同行する。

### 趙国
平原君（へいげんくん）
戦国四君の一人。趙の公子で後の宰相。鷹揚な人柄で、丹の三侠や長年功績のなかった食客毛遂の言葉を容れたり小役人でしかなかった趙奢に食客を処刑されるも将として見出すなど懐が深く人望が厚い。邯鄲攻防戦では楚へ救援要請に赴いたのち李談の説得に応じ、それまでの自分と訣別し、すべての財産を投げうって三千決死隊を編成させ自らも城壁に立ち兵を鼓舞する。
昭王が亡くなった後に病に倒れ、信陵君が見舞ったのちに故国を救うため魏へ帰国した直後、毛遂や丹の三侠、信陵君が秦を打倒する夢を見ながら永眠。
恵文王
秦王の度重なる圧迫に悩まされるが、藺相如により度々救われる。
孝成王
長平の戦いにおいて流言に惑わされ、藺相如や平原君の諫言を受けるも廉頗を更迭してしまう。
藺相如（りん しょうじょ）
趙の政治家。知力と胆力を兼ね備え、度々秦と渡り合い国威を保つ。「完璧」の語源となった人物。廉頗とは刎頸の交わりを結ぶが、その後病に倒れる。
廉頗（れん ぱ）
趙が誇る歴戦の名将で、趙奢亡き後は秦の侵攻を食い止め得る唯一の将と目されている。軍事のみならず、精神面でも趙の支えとなる存在。藺相如と刎頸の交わりを結ぶ。王齕と互角の剣戟を繰り広げるなど、一個の武人としても圧倒的な強さを誇る。信陵君の連合軍崩壊後、秦の謀略により王から魏国への侵攻を命じられ、不本意ながらその役目を果たす。その後、駆け付けた丹の三侠と対峙している最中に王の死と総大将の交代を告げられると、全軍を撤退させた上で、自身は魏国へ亡命する。
虞卿（ぐ けい）
趙国の宰相。大賢と名高く、秦に追われる身となった魏の宰相・魏斉から頼られると即座に身分を捨て助命に奔走する程の侠者でもある。
趙奢（ちょう しゃ）
身分の低い徴税官だった時分に平原君の食客を処刑したことから見出され、廉頗・藺相如と共に趙を支えた名将。故人。息子趙括の本質を見抜いていた。
趙括（ちょう かつ）
趙の将軍。趙奢の子。自らの才を鼻にかけ、名将の子ということで周囲の評価も高いが、実像は実戦経験も無く机上の理論に長けただけの青二才。秦の策で廉頗に代わり長平の指揮を任されるが、白起にあえなく敗れ、討ち死にする。
趙括の母
夫・趙奢の遺言に従い、趙括を趙軍の総帥にしないよう、また趙括が総帥になった結果、趙軍が敗北しても一族に累をおよぼさないよう、平原君と孝成王に申し出る。
張茄（ちょう か）
長平の戦いで廉頗の副将を務める。有能な戦略家だが、丹の三侠や盗跖の存在を廉頗の判断や軍の秩序を乱すと危惧し、丹の三侠を尾行した際白起に遭遇、討ち死にする。
孟梁（もう りょう）
自己評価に実態が追い付いていない趙の将軍。盗跖の副官に任ぜられたり、丹の三侠の目付け役にされたり、三枚目な役回りが多い。丹の三侠を馬骨呼ばわりし、三侠からは陰で「将軍様」と揶揄されているが、行動を共にするうちにいくらか情が移ってきている。
毛遂（もう すい）
平原君の食客の一人。救援の要請に楚へと赴く平原君に自ら同伴を願い出る。本人によると、その能力を秘していたらしいが、その言葉に違わず、楚都・陳では弁舌の達人・春申君も舌を巻くほどの活躍を見せ、楚との盟約を取り付ける。
毛公（もうこう）
病床の平原君を見舞った信陵君に薛公と共に面会を求めて現れた人物。秦による邯鄲攻略が失敗したのち、魏へ帰らず趙に滞在中の信陵君に、兄王の安釐王が亡くなる直前の秦・昭王に魏国の政治をゆだね、秦に屈しようとした事実を信陵君に伝えてその帰国を決断させた。
薛公（せつこう）
病床の平原君を見舞った信陵君に毛公と共に面会を求めて現れた人物。毛公の言葉を踏まえ、魏国が滅亡しようとしている現状を信陵君に伝え、その帰国を決断させた。
賈偃（か えん）
趙の将軍。信陵君の要請で秦軍の迫る華陽城に援軍として訪れる。
温彰（おん しょう）
賈偃に付き従う参謀。丹の三侠の実力に疑問を抱いていた。
趙貫（ちょう かん）
趙の将軍。信陵君の要請で秦軍の迫る華陽城に援軍として訪れる。
楼昌（ろう しょう）
廉頗と共に長平の守備を託された将軍。廉頗らの更迭後も長平に残る。
石琰（せき えん）
趙括に従う老将。
許塁（きょ るい）
趙括に従う武将。
宋洪（そう こう）
異人の腰巾着の趙人で小太りの人物。表向きは朱姫の兄とされている。邯鄲攻略戦時に朱姫と政を呂不韋に託されるが、それを良いことに朱姫を凌辱していた。

#### 三千決死隊
李談（り たん）
邯鄲の役人。邯鄲包囲戦にて、当初は指導陣や周囲の批判など毒づいてばかりいたが、心に秘めた愛国の想いを荘丹に見抜かれた後は、平原君を説いて決死隊を組織させ、自ら選抜した三千人の隊長となり反攻の足掛かりをつくる。瀕死の重傷を負いながらも戦い続け、秦軍包囲網の崩壊を見届けるかのように息を引き取る。
李牧（り ぼく）
女性的な容姿と物腰のため、補給部隊に回されていたが、実は弓の名手で兵法にも通じている。三千決死隊の解散後は一部隊を率い、廉頗の配下となっていたが、その後は北方で匈奴と対峙する将軍となっている。
龐煖（ほう けん）
人の下に就けない性質で部隊を転々としていたが、実直な本質を李談に見抜かれ、抜擢される。三千決死隊の解散後は、楚に赴き荀子の元で学問に励むも韓非や李斯に後れを取っていた。その後、春申君の計らいで兵家についたところ急速に頭角を現し、項燕の参謀役として有為な人材になる。信陵君の連合軍崩壊後は、趙に呼び戻され将軍に就任する。
陳良（ちん りょう）
21人家族の長男で太めの男性。貧しさのため、平原君の屋敷に盗みに入って捕まり投獄されていた。
張起（ちょう き）
長平で父と2人の兄を生き埋めにされ、秦に報いることを城を守りながら祈念していた。
その他の三千決死隊員
満階、周琳、鄭基、劉光、応雄、黄績、法信、淳栄、毛観、楊明。李談の指示でそれぞれ陣頭に立つ。

### 魏国
信陵君（しんりょうくん）
戦国四君の一人。魏の公子。豪放磊伯な偉丈夫。大勢の食客を抱え、各地の情報に通じ盗跖とも旧知の仲で機転も利くが、無邪気だが遠慮のないその発言はよく高い地位の者からの怒りを買う。緻密な計略よりは勢いでなんとか乗り切ってしまうタイプで、蔡要の評では「矛盾だらけ」の人物。「戦は嫌いじゃ」が口癖だが、盗跖、黥骨、王齕など超人的な武を振るう者たちにも立ち向かい得る強靭な精神と肉体の持ち主。語尾に「〜ぞい」とつける癖がある。丹の三侠を平原君に紹介する。邯鄲包囲戦では兄の魏王に趙への加勢を禁じられていたが、荘丹の説得で晋鄙の軍を奪い邯鄲へ救援に向かう。終戦後もしばらく趙にとどまっていたが、末期の平原君に後を託され、改めて反秦の軍を上げるため帰国し、異母兄である安釐王に謝罪と出兵の許可を求めるが、逆に責任を問われて投獄されてしまう。
その後、反秦の気勢が上がり春申君が檄を発すると、王の許しが出、20万の軍を授けられると共に、連合軍の盟主となる。秦王の危篤により急遽撤退する秦軍を函谷関まで追撃し、天下に秦国撃滅の檄を飛ばすが、李斯の策に乗せられた安釐王により帰国を命じられ、無念の内に撤退する。帰国後は門戸を閉ざし、誰とも面会せぬまま他界する。
安釐王（あんきおう）
魏の王。信陵君の異母兄。趙の救援を説得する弟ではなく、晋鄙を将軍として派遣する。晋鄙を殺してまで軍を奪った信陵君を糾弾するが、反秦の機運が盛り上がると連合軍の盟主として派遣することにする。その後、秦の計略により信陵君への疑念が再燃し、函谷関からの帰国を命ずる。失意の内に没した信陵君の後を追うように他界する。
蔡要（さい よう）
信陵君に長く仕える側近で良き理解者。丹の三侠の教育役として兵法・拳法などを教える。丹の三侠が連れてきた劉邦のことを気に入り、「司令官補佐」だとおだてて側に置く。黄河周辺の戦場から撤退する秦軍の追撃中に曹寛の仇・董摎を倒すものの、その後、背後から急襲してきた鯨骨により討ち取られる。
魏斉（ぎ せい）
魏国の宰相。范雎が須賈の元にいたとき、他国に軍事機密を漏らしたのではとの疑いからこれを罰する。強国秦の宰相となった范雎から命を狙われていると知り、趙へと亡命。虞卿に伴われて信陵君を頼るが、待たされたことを早合点して自刎し果てる。
魏雲（ぎ うん）
魏の大将軍。華陽城において侵攻して来る秦軍への守将を務める。
晋鄙（しん ぴ）
魏の将軍。華陽の戦い以後の魏を守ってきた名将だったが、信陵君に同行した朱亥に撲殺される。
晋遼（しん りょう）
魏の将軍。晋鄙の弟。函谷関を攻める信陵君に指揮権の移譲と帰国を促す王命を伝える。
芒卯（ぼう ぼう）
魏の将軍。魏都大梁に向かう白起を華陽の軍と挟撃するため、大梁から出陣する。
曹寛（そう かん）
魏の将軍の一人。信陵君の命で丹の三侠の初陣の際、補佐につく。その後も蔡要と丹の三侠を鍛える。黄河周辺の戦場から撤退する秦軍の追撃中に董摎により討ち取られる。
応亮（おう りょう）
芒卯に付き従う参謀。
須賈（しゅ か）
魏から秦都咸陽に遣わされた特使。范雎の元主人。魏斉とは違い、范雎の経験した迫害に対し全く悪気はなく、秦で再会した際も生きていたことを喜び、貧しい暮らしをしていると思い込んで自分の綈袍を与えた。会話の際に手が独特な動きをする。
如姫（じょき）
安釐王の寵姫。信陵君に恩があり、彼のために王の元から軍令用の割符を持ち出す。
侯嬴（こう えい）
信陵君の食客の一人で信陵君が師と仰ぐ老人。元は門番だった。邯鄲へと向かう信陵君に２つの秘密の力（「天の力」と「魔の力」）を授け、自らは信陵君の門出のため、邪を払うたむけとして自刎して果てる。
朱亥（しゅ がい）
侯嬴と親しい無双の剛力を持つ肉屋。足腰が不自由になった侯嬴を肩車していることが多い。侯嬴が信陵君に授けた２つの力の一つ「魔の力」 でもあった。
張耳（ちょう じ）
信陵君の亡くなった食客の息子。年少ながらも周囲に可愛がられ、学問・兵法・武芸全般を仕込まれる。信陵君の推挙で周の対秦連合軍に加わり、丹の三侠との縁を得る。

### 燕国
栗腹（りっ ぷく）
燕の宰相。周滅亡ののち、５万の兵を率い楽乗と共に趙に侵攻する。
楽乗（がく じょう）
燕の将軍。楽毅の一族。栗腹と共に趙に侵攻する。

### 韓国
桓恵王（かんけいおう）
東周の君主と図って孝文王の喪中である秦に攻め込もうとするも、逆に蒙驁・王齮の軍に成皋を取られ、信陵君に救援を求める。
鄭晃（てい こう）
韓の将軍。信陵君の要請で秦軍の迫る華陽城に援軍として訪れる。
靳トウ（きん とう)
上党郡の太守。秦軍の侵攻に対して各国へ救援を呼び掛けるも韓王に更迭され任を解かれる。
馮亭（ふう てい)
上党郡を秦に割譲することを決めた韓王が靳トウと交代で上党郡の太守に任命した人物。
暴善（ぼう ぜん）
かつての韓の将軍。新城の戦いで停戦と講和を申し出るも、白起に容れられず側に居た文官ともども首を討たれる。
公孫喜（こうそん き）　
かつての韓の将軍。伊闕の戦いにおける韓・魏連合軍の総帥。魏・韓9万の壊滅を受け、停戦を申し出るも白起に無視され生け捕りとなり残る15万の将兵が首を討たれる場を目の当たりにする。

### 周（洛陽）
周王（しゅうおう）
周の王さま。西周君の軍が敗北した後、国の宝物を秦に差し出すこととなり、民も逃散、その状況に絶望し崩御。
西周君（せいしゅうくん）
諸国の軍勢を集め、秦への侵攻を図るも董摎の軍に捕縛され秦王の前で命乞いをし、周の宝物を差し出す。彼の敗北は周の事実上の滅亡となった。
東周君（とうしゅうくん）
周の再起を期し、孝文王が薨去し喪に服す秦へ韓と合従して攻め込むも秦が軍を出したことに動揺し、一戦もせず撤退するも先行した王齮の軍に洛陽を占拠され虜囚となり、蒙驁の宣言により生き恥を晒して生き続けることとなった。
旻公（びんこう）
周の高官。無名の伯父。
周淵（しゅう えん）
無名の縁者。洛陽の兵士。長平の戦いに参戦。
無名の父
旻公の弟。チータイ先生を招き、息子達に洛陽外の文化を教えるなど開明的な人物だった。無名が旻公を襲って投獄された後チータイ先生を逃がし、家族と洛陽を追放されその後は不明。

### 市井の人々
紀昌（き しょう）
荘丹が無名と出会う直前に遭遇した弓の名人。 弓術の奥義を得るため、各地を旅し修業を積む。長平の戦いの終盤に師の飛衛と共に現れ、白起を試すかのように遥か遠方から樹枝で作った矢を射かける。
呂不韋の父
息子達の中でもずば抜けた呂不韋の才を見込み、その飛躍のため千金の金を譲って絶縁する。
チータイ先生
旅をしながら様々な土地や人と接してきた胡族の女性。無名の父に招かれ、洛陽の外の世界のことを無名に教え多大な影響を与える。ついでに言葉遣いまでうつしていった。
占い師の老人
市場を転々とする盲目の占い師。荘丹らや呂不韋といったすれ違った者の未来をイメージとして占うことができる。
盗猿（とう えん）
太原を拠点とする盗賊の頭目。本人のみならず全員が猿顔の盗賊団を率いる。盗跖とは旧知の間柄で、長平の戦いへの参戦を聞きつけ、自分たちも加わることにする。
列国英雄譚の語り部
各地の市場などでその時勢の出来事や人物譚を囃しながら伝える男性。
飛衛（ひえい）
弓の名人で紀昌の師。盗跖参戦の噂を聞き長平の戦いの場に紀昌と共に姿を現した。
柳洄（りゅう かい）
済南の運送屋の頭目。盗品なども扱う。
流の四侠（ながしのよんきょう）
柳洄の運送屋の従業員4人組で主な仕事は用心棒などの荒事。長平の戦いにも参戦。謀幹に流の四侠と命名される。
馬泥棒
馬泥棒のコンビ。ある市場で列国英雄譚に聞き入る荘丹達の荷物を馬ごと盗む。長平の戦いにも参戦。
荘子（そうし）
荘丹の祖父。途轍もない奇想を次々と放つ思想家で大法螺や大呼吸など、荘丹に大きな影響を与えた。物語の早い段階で死去しており、荘丹や孟嘗君の回想の中でのみ登場する。朱涯の評によれば、「三種の剣を操る達人」であり「生きる達人」でもあった。
渉（しょう）
復興しかけた荘丹の郷里で盗跖の名を騙り30人ほどのならず者を率いて金品の強奪を行っていた男。部下が無名と庖丁に軽くあしらわれた後に荘丹に本物の盗跖の様な人物になるよう諭され城を去った。
劉邦（りゅう ほう）
沛の豊邑中陽里に住む、農夫の妻と流れ者の間に生まれた子。左足に72の黒子を持ち、名は無く家では季（末っ子の意）と呼ばれるが、出陣前に偶然出会った丹の三侠に邦（バン、不良の頭目を指す）と名乗り、その後、行動を共にする。
綰（わん）
劉邦の子分の1人で小柄な少年。
噲（かい）
劉邦の子分の1人で大柄な少年。突如、戦見物に行くと街を飛び出した劉邦を追おうとするが、白烽に諭されその旅立ちを見送る。
白烽（はく ほう）
沛の町の邦だった12・3歳の体躯が大きな不良少年。劉邦と一党に敗れその傘下に入り、後に戦見物に旅立つ彼の前途に大人物となる雲気を見出す。
流れ者の男
姓名不詳。沛の豊邑中陽里を通りかかった際、大樹の下で寝ていた劉邦の母と交わり子を孕ませる。劉邦に八代目盗跖の面影を見出した丹の三侠から、盗跖の数多くいる子の一人ではないかと推察される。
劉邦の母
沛の豊邑中陽里の人。白起が亡くなった年に通りすがりの流れ者と交わり劉邦を生む。劉邦を赤龍の子と呼び、その前途に一抹の不安も抱いていない。
劉邦の父
沛の豊邑中陽里に暮らす農夫。今作では血縁上の父ではなく養父である。
劉邦の兄
劉邦を探す父に弟の日頃の素行を語り不安がっていた。

## 書誌情報
- 王欣太 『達人伝-9万里を風に乗り-』 双葉社〈アクションコミックス〉、既刊32巻（2022年8月25日現在）
  1. 2013年9月28日初版発行、ISBN 978-4-575-84292-0
  2. 2013年9月28日初版発行、ISBN 978-4-575-84293-7
  3. 2013年11月28日初版発行、ISBN 978-4-575-84313-2
  4. 2014年2月28日初版発行、ISBN 978-4-575-84357-6
  5. 2014年5月28日初版発行、ISBN 978-4-575-84412-2
  6. 2014年8月28日初版発行、ISBN 978-4-575-84472-6
  7. 2014年11月28日初版発行、ISBN 978-4-575-84540-2
  8. 2015年2月27日初版発行、ISBN 978-4-575-84577-8
  9. 2015年5月28日初版発行、ISBN 978-4-575-84627-0
  10. 2015年8月28日初版発行、ISBN 978-4-575-84675-1
  11. 2015年11月27日初版発行、ISBN 978-4-575-84717-8
  12. 2016年3月28日初版発行、ISBN 978-4-575-84776-5
  13. 2016年6月28日初版発行、ISBN 978-4-575-84818-2
  14. 2016年9月28日初版発行、ISBN 978-4-575-84858-8
  15. 2016年12月28日初版発行、ISBN 978-4-575-84905-9
  16. 2017年3月28日初版発行、ISBN 978-4-575-84952-3
  17. 2017年6月28日初版発行、ISBN 978-4-575-84997-4
  18. 2017年9月28日初版発行、ISBN 978-4-575-85036-9
  19. 2018年1月27日初版発行、ISBN 978-4-575-85100-7
  20. 2018年4月28日初版発行、ISBN 978-4-575-85144-1
  21. 2018年8月28日初版発行、ISBN 978-4-575-85199-1
  22. 2018年12月28日初版発行、ISBN 978-4-575-85248-6
  23. 2019年4月26日初版発行、ISBN 978-4-575-85302-5
  24. 2019年8月28日初版発行、ISBN 978-4-575-85345-2
  25. 2019年12月27日初版発行、ISBN 978-4-575-85397-1
  26. 2020年4月27日初版発行、ISBN 978-4-575-85438-1
  27. 2020年8月27日初版発行、ISBN 978-4-575-85485-5
  28. 2020年12月26日初版発行、ISBN 978-4-575-85530-2
  29. 2021年4月27日初版発行、ISBN 978-4-575-85572-2
  30. 2021年8月26日初版発行、ISBN 978-4-575-85627-9
  31. 2022年1月27日初版発行、ISBN 978-4-575-85687-3
  32. 2022年8月25日初版発行、ISBN 978-4-575-85751-1